# Huadu
Huadu, tidigare känt som Fahsien, är ett stadsdistrikt i norra delen av provinshuvudstaden Guangzhou i provinsen Guangdong i sydöstra Kina. Orten bildades som Hua härad under Qingdynastin och förblev ett härad fram till 1993, då det ombildades till ett stadsdistrikt under Guangzhou. Guangzhous internationella flygplats ligger på gränsen mellan Huadu och stadsdistriktet Baiyun.
Ledaren för Taipingupproret, Hong Xiuquan, föddes 1814 i en liten hakka-by i Hua härad.

## Administrativ indelning
Huadu är indelat i fyra stadsdelsdistrikt och sex köpingar.
Stadsdelsdistrikt (jiedao):

- Huacheng (花城街道)
- Xinhua (新华街道)
- Xinya (新雅街道)
- Xiuquan (秀全街道)

Köpingar (zhen):

- Chini (赤坭镇)
- Huadong (花东镇)
- Huashan (花山镇)
- Shiling (狮岭镇)
- Tanbu (炭步镇)
- Timian (梯面镇)